# 中央条約機構

発足時のMETO加盟国

CENTOの旗

中央条約機構（ちゅうおうじょやくきこう、英: Central Treaty Organization：CENTO）は、1979年まで存在した集団安全保障機構。ソビエト連邦に対抗することを目的とした反共軍事同盟であった。

## 沿革

### 中東条約機構
1955年2月24日、トルコとイラク王国との間で2国間の相互防衛条約（バグダード条約）が締結。その後、同年11月25日に開催されたバグダート条約閣僚会議の結果、イギリス、パキスタン、イラン帝国が条約に参加し、中東条約機構（ちゅうとうじょうやくきこう、英: Middle East Treaty Organization：METO、バグダード条約機構とも）が発足。本部をイラクのバグダードに置いた。この他にアメリカ合衆国がオブザーバー参加している。アメリカは、ソ連に対抗するために中東諸国を自陣営に取り込む必要があり、この機構には軍事・経済的援助を行っている。

### 中央条約機構
1958年7月14日、イラクにてアブドルカリーム・カーシムらによる7月14日革命が勃発したため、
1959年3月24日にイラク共和国（カーシム政権）が中東条約機構より脱退。これを受けて、本部をトルコのアンカラに移転し、中央条約機構と改称した。
あまり有効に機能したわけではなく、同地域で行われた印パ戦争や中東戦争にはまったく関与しなかった。キプロス紛争においては軍事侵攻したトルコとキプロス国内のアクロティリおよびデケリアを統治しているイギリスが加盟国同士にもかかわらず同機構が紛争解決の役割を果たすことが出来なかった。1979年のイラン革命によるイラン帝国の崩壊を契機に解体された。